# 克爾高地
克爾高地（英語：Care Heights）是南極洲的高地，位於亞歷山大一世島北部，處於魯昂山脈南端，海拔高度約1,500米，由美國探險隊拍攝空中照片，現時由南極條約體系管理。